# Dov Noy
Dov Noy (geboren 20. Oktober 1920 in Kołomyja, Woiwodschaft Stanisławów, Polen; gestorben 29. September 2013 in Jerusalem) war ein israelischer Volkskundler und Erzählforscher. Er gilt bis heute als einer der wichtigsten Forscher im Bereich jüdischer volkstümlicher Erzählungen.

## Leben
Dov Noy wurde als Dov Neuman im galizischen Kołomyja in einer zionistisch ausgerichteten Familie geboren. Er besuchte als Junge den Cheder und später ein polnisches Gymnasium. Er wollte ursprünglich Medizin studieren, änderte jedoch seine Pläne aufgrund des herrschenden Antisemitismus in Lemberg und emigrierte 1938 nach Palästina. – Mit Ausnahme von ihm und seinem Bruder Meir, der 1948 nach Israel auswanderte, und einiger entfernter Cousins fiel seine Familie dem Holocaust zum Opfer. – Dov Noy studierte an der Hebräischen Universität Jerusalem Talmud, Jüdische Geschichte und Bibel. Im Zweiten Weltkrieg diente er 1941–1945 in der britischen Armee. 1947 war er Lehrer in britischen Internierungslagern in Zypern. 1949–1952 war er Mitglied des Redaktionsteams der Gewerkschaftszeitung Davar und gab zusammen mit Schimschon Melzer eine wöchentlich erscheinende Zeitschrift Davar für Kinder heraus. Mit einem Stipendium der US-amerikanischen Regierung studierte er 1952–1954 Vergleichende Literaturwissenschaft und Anthropologie, zunächst an der Yale University bei René Wellek, dann an der Indiana University. Seine Doktorarbeit verfasste er unter seinem ursprünglichen Namen Dov Neuman unter Anleitung von Stith Thompson. Sie trägt den Titel „Motif-Index of Talmudic-Midrashic Literature“ und befasst sich mit rabbinischer Literatur.
Nach seiner Rückkehr nach Israel begann er 1955 seine Karriere als Dozent an der Hebräischen Universität Jerusalem, wo er Aggada, volkstümliche Literatur, allgemeine Folklore und Jiddisch unterrichtete. Er wurde zu einem weltweit geschätzten Experten für Folklore und gilt bis heute als einer der wichtigsten Forscher auf dem Gebiet jüdischer volkstümlicher Erzählungen. In Haifa gründete er 1955 das Archiv Israel Folktale Archives, das heute nach ihm benannt ist. Zudem war er jahrelang Direktor des Museums für Ethnologie und Folklore in Haifa. Im Redaktionsteam der Encyclopaedia Judaica leitete er die Abteilung für Folklore. Von 1985 bis 1992 war er Professor für jiddische Folklore an der Bar-Ilan-Universität, 1992–1993 Professor für volkstümliche Literatur an der Ben-Gurion-Universität im Negev und 1995–1996 Professor für Folklore an der Universität Haifa.
Noy schrieb etwa 60 Bücher zum Thema volkstümliche Erzählungen, sowohl von jüdischer als auch nichtjüdischer Herkunft, sowie über Legenden und Erzählungen aus dem Talmud und dem Midrasch.
Zu seinem 60. Geburtstag wurde im Magnus-Verlag der Hebräischen Universität Jerusalem eine Festschrift von Jissachar Ben-Ami und Joseph Dan herausgegeben. Er wurde 2002 mit dem Bialik-Preis und 2004 mit dem Israel-Preis ausgezeichnet.
In zweiter Ehe war er mit der Archäologin Tamar Noy (* 1926) verheiratet, bis zu ihrem Tod im Jahre 1997.